# 糖尿病慢性期合併症
糖尿病慢性期合併症（とうにょうびょうまんせいきがっぺいしょう）とは、糖尿病に罹患してから数年を経て発症する合併症の総称である。糖尿病で血糖をコントロールする目的は、主に合併症を予防することである。糖尿病慢性期合併症は多彩であるが、糖尿病性神経障害・糖尿病性網膜症・糖尿病性腎症の微小血管障害によって生じるものを、糖尿病の「三大合併症 (triopathy) 」と言われる。これら3つの合併症を後述の血管障害、いわゆる大血管障害と対応させて、小血管障害と言う。これら特徴的な合併症を略して”しめじ”（し：神経障害、め：網膜症、じ：腎症）：、”えのき”（え：壊疽、の：脳血管障害、き：虚血性心疾患）、”こがに”（こ：骨粗鬆症、が：癌、に：認知症）とも呼ぶ事が有る。
自覚症状に乏しいため日本では約10%の患者に患者側都合による治療中断が生じ、症状の悪化につながっているとの報告がある。

## 解説
グルコースはそのアルデヒド基の反応性の高さからタンパク質を修飾する作用（糖化反応、メイラード反応参照）があり、グルコースによる修飾は主に細胞外のタンパク質に対して生じる。細胞内に入ったグルコースはすぐに解糖系により代謝されてしまう。インスリンによる血糖の制御ができず生体が高濃度のグルコースにさらされるとタンパク質修飾のために糖毒性が生じ、これが長く続くと糖尿病合併症とされる微小血管障害によって生じる糖尿病性神経障害、糖尿病性網膜症、糖尿病性腎症などを発症する。
小血管障害は糖尿病発症の経過と比較することが重要である。神経障害は比較的早期から出現してくるが、網膜症は発症から5年ほどで出現してくる、発症10年で約50%で出現する。網膜症は腎症に先行することが多く、網膜症がなければ、腎機能障害は腎症によるものではなく、高血圧など別疾患によるものである可能性が高い。

## 糖尿病神経障害
比較的早期から出現し、小径の自律神経から感覚神経へと障害が進展する（ICD-10:E10.4、E11.4、等）。細胞毒としての 多発神経障害のほか、栄養血管の閉塞から多発単神経障害も同時に起きる。自律神経障害としては胃腸障害（便秘/下痢）、発汗障害、起立性低血圧、インポテンツ等。感覚神経障害としては末梢のしびれ、神経痛、不随意運動（糖尿病性舞踏病）などである。多発単神経障害としては、一時的な黒内障もみられる。不思議なことに、末梢神経障害は糖尿病にかかっている時間の長さとは相関しない。自律神経障害は、相関する。胃腸障害は、現時点での血糖値に影響されるため、やはり相関しない。

### 治療
糖尿病の患者でも分布が糖尿病性神経症らしくないしびれや痛みを訴えることがある。この場合は特発性良性慢性しびれを合併していると考える。軽症であればアリナミンF（フルスルチアミン、ビタミンB1）50mg 1×やメチコバール（メコバラミン、ビタミンB12）1500μg 3×、ユベラN（トコフェロール、ビタミンE）100mg 2×、ビタメジンカプセル50mg 1×（複合ビタミン剤）などを使用する。また心因性の場合も多いため、抗不安薬も併用することもある。
糖尿病性神経症も血糖コントロールが改善すれば障害が可逆的なこともある。そのような軽症の場合はキネダック150mg 3×（エパルレスタット）がよく用いられる。キネダックはアルドース還元酵素の阻害薬でありアルドース還元酵素を特異的に阻害し神経内のソルビトール蓄積を抑制する。神経が不可逆的阻害を受けていなければ有効とされている。糖尿病性神経症の疼痛やしびれに使用されることが多い。尿が赤くなるが、それは特に問題とならない。痛みが強くなってきた場合はキネダック150mg 3×に加えてメキシチール（メキシレチン）300mg 3×を併用する場合が多い。メキシチールはⅠb群の抗不整脈薬であり、不整脈を誘発することがあるので投与前に心電図を検査することが望ましい。1か月をめどに使用し効果がなければ2週間で退薬する。また痛みが難治性となった場合はテグレトール400mg 2×（カルバマゼピン）を使用することも多い。この痛みによってうつ状態となることも多く、抗うつ薬、抗不安薬が効果的な場合もある。トフラニール30mg 3×（イミプラミン）は三環系抗うつ薬であり、セルシン6mg 3×（ジアゼパム）は抗不安薬である。セルシンとテグレトールの併用はしばしば行われる。しかし、日常生活に支障がでるほどの糖尿病性神経症では神経が不可逆的な変化を起こしておりこれらの薬物が効果的でない場合も多い。その場合、痛み、しびれは訴えないこともある。有痛性糖尿病性神経障害に対して、アミトリプチリン、デュロキセチン、プレガバリンの3種の薬剤は、ランダム化比較試験において、同等の効果がみられたと報告された。
アルコールや栄養障害のニューロパチーの合併を疑った場合はビタメジンカプセル(50)3C3×とメチコバール 1500μg 3×を併用することもある。

## 糖尿病性網膜症
糖尿病（性）網膜症（とうにょうびょう（せい）もうまくしょう）は、糖尿病による網膜症。（ICD-10:E10.3、E11.3、等）
白内障、緑内障をはじめとする眼科疾患の原因となるほか、硝子体出血、牽引性網膜剥離、虹彩血管新生などにより失明に至る。後天性失明では最多である。定期的な眼科受診、レーザー治療などで失明を予防することができる。基本的には慢性期の合併症だが、治療方針によっては血糖コントロールがついても網膜症によって失明してしまうことがあるため、糖尿病の治療前には眼科受診が望ましいといわれている。また網膜症が出現すると、腎症も出現しやすい。

## 糖尿病性腎症
糖尿病の患者で蛋白尿が指摘され、徐々に体がむくむネフローゼ症候群という病態になり腎不全となり、治療をしなければ死にいたる病気。2008年現在、日本において透析導入の原因の第1位である。糖尿病の治療を行い、予防できなければ、進行を遅らせたり、透析、腎移植を行う以外有効な治療法は確立していない。網膜症がなければ出現しにくいと考えられている。

## 血管合併症
下記の3つの合併症は「大血管合併症」といわれ、糖尿病の有名な合併症であるだけでなく、糖尿病がある場合のこれらの疾患は通常よりも重症で治療が効きづらいことがわかっている。大血管合併症の中では心筋梗塞が最も多い。
- 虚血性心疾患（狭心症・心筋梗塞）
- 脳梗塞
- 閉塞性動脈硬化症

## 皮膚合併症

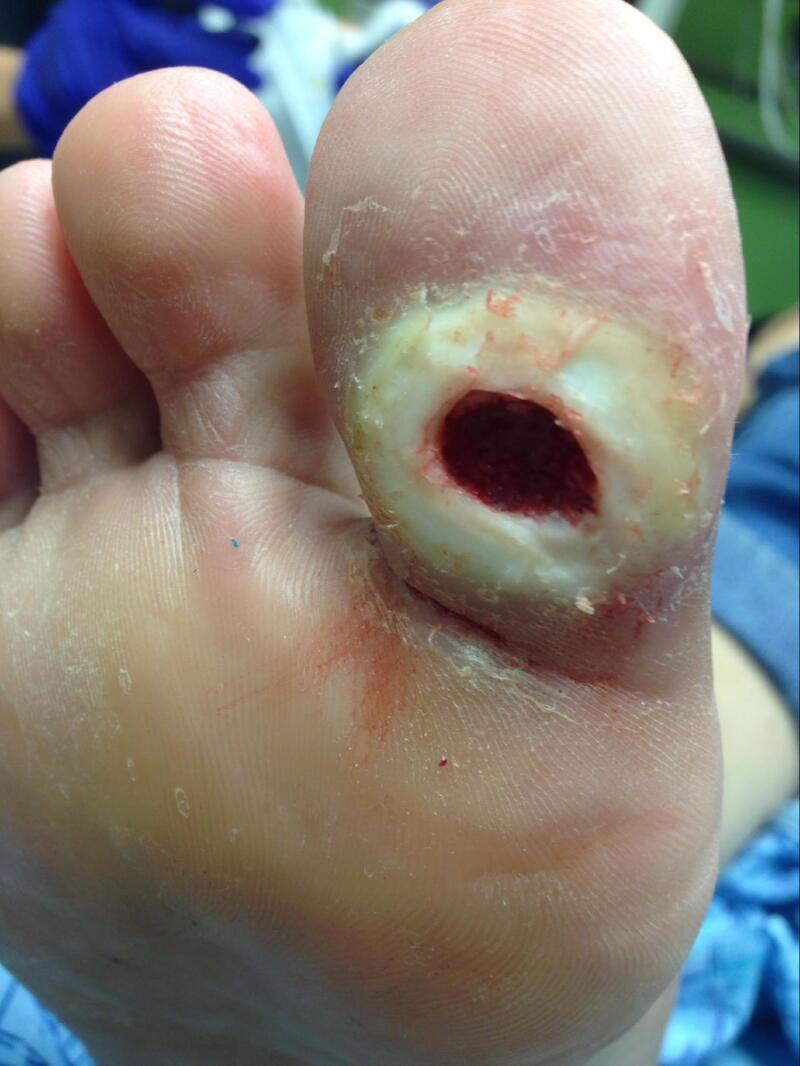
足指に生じた潰瘍。患者は痛みを感じていない

糖尿病性リポイド類壊死症（類脂肪性仮性壊死症）
下腿部に生じる橙色の萎縮斑。中央部が硬くなり、時に潰瘍化することがある。
糖尿病性浮腫性硬化症
うなじから肩にかけて指圧痕を伴わない腫脹が出現する。
環状肉芽腫
糖尿病性黄色腫
Dupuytren拘縮
手掌から指腹にかけしこりができる。進行すると指の伸展障害を引き起こす。
糖尿病の足(Diabetic foot)
神経障害により足の感覚がなくなっているため、足をぶつけることによる痛みに気づかず、ダメージを受け続けて足に傷が出来る。しかし足の血管障害もあるため傷の部位へなかなか栄養が行かず、ちょっとした傷を治癒させることができずにどんどん大きくなってしまい潰瘍を形成してしまう。足趾壊疽とは成因が異なる。
皮膚感染症、免疫力の低下によって丹毒・蜂巣織炎・皮膚カンジダ症・足白癬などを併発しやすくなる。
糖尿病の易感染性による。特に細菌感染では、血糖値の上昇がみられ、血糖値のコントロールが通常より困難になるので注意が必要である。
色素性痒疹は糖尿病が原因のこともある。

## 下肢合併症
神経障害性関節症（シャルコー関節）
神経障害のために関節痛に気付かず、障害がある関節がさらに破壊されていく。軽度の疼痛があることもある。
糖尿病性足病変
末梢血管の循環が低下し滞留や閉塞などの血行異常を生じ、下肢の血行異常で生じる症候のひとつ。下述、「創傷治癒遅延」現象を伴うため難治性となりやすい。また、症状が進展すると糖尿病性壊疽（足趾壊疽）から下肢切断につながる。

## 免疫不全
糖尿病患者は、軽度の免疫不全状態となり、皮膚感染症（蜂窩織炎など）、尿路感染症（膀胱炎など）、カンジダ性食道炎、アスペルギルス症などをおこしやすく、また健康な人には感染しないような弱い菌やかび（真菌）による感染症にかかりやすい（AIDS、後天性免疫不全症候群ほどではない）。高血糖状態では白血球（具体的には好中球）の機能が低下することが原因と考えられている。

## 創傷治癒遅延
糖尿病患者は、傷が健康な人よりも治りにくい。これは新生血管の抑制に関わる TNF-α の産生が促進されるためと考えられている。

## 肝機能障害
「二次性糖尿病」「続発性糖尿病」とも呼ばれ、肝機能障害の結果として糖尿病（肝性糖尿病）を発症する病態である。ただ、『第4の合併症』として脂肪肝由来の肝硬変は注目されている。特に、非アルコール性脂肪肝(NAFLD)は肝硬変、肝癌に進展する例が多い。